# Dipteryx odorata
Dipteryx odorata là một loài thực vật có hoa trong họ Đậu. Loài này được (Aubl.) Willd. miêu tả khoa học đầu tiên.

## Hình ảnh

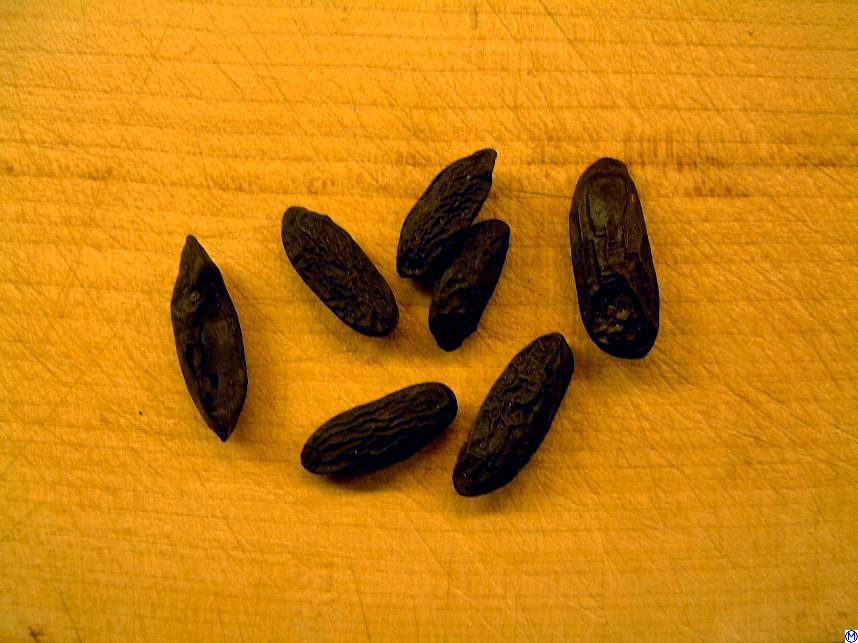
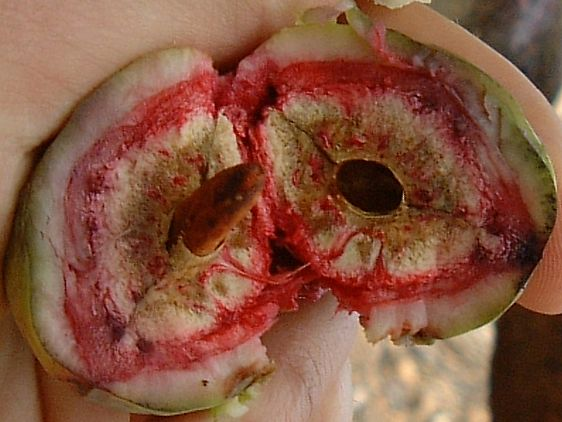